# Галеб (яхта)
Галеб — итальянский банановоз, использовавшийся в годы Второй мировой войны в качестве вспомогательного крейсера под наименованием Ramb III. После войны — яхта, использовавшаяся югославским маршалом Тито.

## История
Построена в 1938 году в Генуе, как рефрижераторное судно для перевозки бананов из Африки. Получила название Ramb III (сокращение от Regia Azienda Monopolio Banane — «Королевская бананная монополия»).
Однако с началом Второй мировой войны судно было переоборудовано во вспомогательный крейсер. На нём были установлены две 120-мм пушки и восемь 13,2-мм зенитных пулемётов.
14 ноября 1940 года во время британской атаки Таранто конвой итальянских торговых судов, охраняемый RAMB III, был атакован британскими крейсерами (Бой в Отрантском проливе). RAMB III сделал несколько выстрелов и смог уйти, не получив повреждений.
10 мая 1941 года RAMB III был торпедирован британской подлодкой Triumph (N18) в порту Бенгази, затем отремонтирован итальянцами и отведен в Триест.
9 сентября 1943 года корабль был захвачен в Триесте германскими войсками и переименован в Kiebitz. Использовался для установки минных заграждений в Адриатическом море, установил 5000 мин. В ноябре 1944 года потоплен союзной авиацией в порту Риеки.
После войны корабль был поднят югославской организацией Brodospas, после чего отремонтирован на заводе Uljanik в Пуле. Корабль получил название «Галеб» (чайка).
С 1952 года корабль служил в качестве личной яхты Тито. Любитель моря и флота, Тито совершил немало морских путешествий на яхте и принимал на её борту глав государств и знаменитостей, приезжавших в Югославию.
В 1953 году Тито на яхте прибыл в Великобританию.
В конце 1954 — начале 1955 года Тито на «Галебе» посетил Индию и Бирму. В декабре 1955 года «Галеб» пришел в Эфиопию, где Тито был принят императором Хайле Селассие, и Египет.
В 1958—1959 годах Тито совершил ещё одно продолжительное морское путешествие, посетив Эфиопию, Индию, Цейлон, Бирму, Индонезию.
В 1961 году Тито на «Галебе» совершил большое путешествие вокруг Африки. В это время Тито создал Движение неприсоединения.
В 1965 Тито на яхте посетил Алжир и Египет.
В 1995 году «Галеб» перешел в собственность правительства Черногории. В 2000 году корабль был продан греческо-американскому бизнесмену Джону Полу Папаниколау за 750 000 долларов. Корабль был переведен в Риеку на судостроительный завод Viktor Lenac с целью реконструкции. Однако в течение нескольких лет яхта ржавела в гавани Риеки, а ремонт так и не был начат. За это время у Папаниколау накопились долги перед заводом и моряками, сохраняющими яхту. В результате по решению суда яхта была продана с аукциона и выкуплена городом Риека за 150 000 долларов. Существуют планы организации музея на яхте.